# Дарьевка (Родионово-Несветайский район)
Дарьевка — хутор в Родионово-Несветайском районе Ростовской области.
Входит в состав Болдыревского сельского поселения.

## География
Хутор находится на правом берегу реки Большой Несветай, в 8 километрах к северу от станицы Родионово-Несветайской, с которой связан прямой автодорогой.
С противоположной стороны реки располагается хутор Новотроицкий.

### Улицы
- ул. Восточная,
- ул. Космонавтов,
- ул. Луговая,
- ул. Молодёжная,
- ул. Центральная.

## Население
| 2010 |
| ---- |
| 615  |

### Известные люди
- Акользин Фёдор Павлович — полный кавалер ордена Славы.
- Руденко, Александр Александрович – российский футболист.